# Kvarsebo socken
Kvarsebo socken i Östergötland ingick i Östkinds härad, ingår sedan 1971 i Norrköpings kommun och motsvarar från 2016 Kvarsebo distrikt.
Socknens areal är 70,50 kvadratkilometer, varav 69,78 land. År 2000 fanns här 414 invånare. Småorten Kvarsebo, med sockenkyrkan Kvarsebo kyrka, ligger i socknen. 

## Administrativ historik
Kvarsebo socken bildades 1615 genom en utbrytning ur Östra Husby socken och ingår i landskapet Östergötland och Östergötlands län. Socknen kallades först Kristine kapell.
1 maj 1885 överfördes från Östra Stenby socken lägenheterna Skyttholmen, Marielund, Skvättan och Sundstugan. Till Tunabergs socken i Södemanlands län överfördes 11 december 1860 Ingevallshytta och 22 december 1887 Häradstorp.
Vid kommunreformen 1862 övergick socknens ansvar för de kyrkliga frågorna till Kvarsebo församling och för de borgerliga frågorna till Kvarsebo landskommun. Landskommunen inkorporerades 1952 i Kolmårdens landskommun och ingår sedan 1971 i Norrköpings kommun. Församlingen uppgick 2010 i Kolmårdens församling. Församlingen tillhörde till 1952 Strängnäs stift då den övergick till Linköpings stift. 
1 januari 2016 inrättades distriktet Kvarsebo, med samma omfattning som församlingen hade 1999/2000.  
Socknen har tillhört samma fögderier och domsagor som Östkinds härad. De indelta soldaterna tillhörde Andra livgrenadjärregementet, Liv-kompaniet. De indelta båtsmännen tillhörde Östergötlands båtsmanskompani.

## Geografi
Kvarsebo socken ligger norr om Bråviken på Kolmården. Socknen består av bergs- och skogsbygd med några sjöar.

## Fornlämningar
Kända från socknen är boplatser från stenåldern.

## Namnet
Namnet (1377 Qwärnosabodha) kommer från kyrkbyn. Förleden är antingen qvärnos, 'åmynning med kvarn', eller Qvärn(o)os(a), 'Kvarnåns mynning'. Efterleden är bod eller abodh, 'bod vid en å'.

### Fotnoter
1. ↑  Moberg, Jan (2006). ”Landskapsgränsen mellan Södermanland och Östergötland”. Sörmlandsbygden 2006. Södermanlands hembygdsförbund
2. 1 2  Svensk Uppslagsbok andra upplagan 1947–1955: Kvarsebo socken
3. 1 2  Harlén, Hans; Harlén Eivy (2003). Sverige från A till Ö: geografisk-historisk uppslagsbok. Stockholm: Kommentus. Libris 9337075. ISBN 91-7345-139-8
4. ↑  ”Församlingar”. Statistiska centralbyrån. https://www.scb.se/hitta-statistik/regional-statistik-och-kartor/regionala-indelningar/forsamlingar/. Läst 30 december 2022.
5. ↑  Administrativ historik för Kvarsebo socken (Klicka på församlingsposten). Källa: Nationella arkivdatabasen, Riksarkivet.
6. ↑  Om Östergötlands båtsmanskompani
7. ↑  ”över västra Östkinds härad från 1868”. Arkiverad från originalet den 13 april 2018. https://web.archive.org/web/20180413105804/https://kartavdelningen.sub.su.se/images/Ek/E/E-OstkindBjorkekind-v/openlayers.html. Läst 13 april 2018.
8. ↑  ”Karta över östra Östkinds härad från 1868”. Arkiverad från originalet den 13 april 2018. https://web.archive.org/web/20180413110044/https://kartavdelningen.sub.su.se/images/Ek/E/E-OstkindBjorkekind-o/openlayers.html. Läst 13 april 2018.
9. 1 2  Sjögren, Otto (1931). Sverige geografisk beskrivning del 2 Östergötlands, Jönköpings, Kronobergs, Kalmar och Gotlands län. Stockholm: Wahlström & Widstrand. Libris 9939
10. 1 2  Nationalencyklopedin
11. ↑  Fornlämningar, Statens historiska museum: Kvarsebo socken
12. ↑  Fornminnesregistret, Riksantikvarieämbetet: Kvarsebo socken Fornminnen i socknen erhålls på kartan genom att skriva in sockennamn (utan "socken") i "Ange geografiskt område"
13. ↑  Mats Wahlberg, red (2003). Svenskt ortnamnslexikon. Uppsala: Institutet för språk och folkminnen. Libris 8998039. ISBN 91-7229-020-X. https://isof.diva-portal.org/smash/get/diva2:1175717/FULLTEXT02.pdf